# 319 Dywizja Piechoty (III Rzesza)
319 Dywizja Piechoty (niem. 319. Infanterie-Division) – niemiecka dywizja z czasów II wojny światowej. 
Sformowana w rejonie Gery na mocy rozkazu z 15 listopada 1940, w 13. fali mobilizacyjnej w IX Okręgu Wojskowym.
Po sformowaniu dywizję z macierzystego okręgu przetranspotowano na Wyspy Normandzkie, na których do końca wojny pełniła rolę okupacyjną. Przekonanie Hitlera, że alianci zaatakują wyspy na których rozlokowano 319 DP spowodowało, że została ona rozbudowana do 40 tys. żołnierzy. W ten sposób stała się najliczniejszą dywizją niemiecką w czasie II wojny światowej. Poddała się oddziałom brytyjskim 9 maja 1945. 

## Dowódcy dywizji
- gen. por. Erich Müller 19 XI 1940 – 1 IX 1943;
- gen. mjr/gen. por. Rudolf Graf von Schmettow 1 IX 1943 – 27 II 1945;
- gen. mjr Rudolf Wulf 27 II 1945 – 8 V 1945.

## Struktura organizacyjna
- Skład w listopadzie 1940:

582., 583. i 584. pułk piechoty, 319. pułk artylerii, 319. batalion pionierów, 319. oddział przeciwpancerny, 319. oddział łączności;
- Skład w kwietniu 1944:

582., 583. i 584. pułk grenadierów, 319. pułk artylerii, 319. batalion pionierów, 319. oddział przeciwpancerny, 319. oddział łączności;